# Mylonchulus brevicaudatus
Mylonchulus brevicaudatus är en rundmaskart som först beskrevs av Nathan Augustus Cobb 1917.  Mylonchulus brevicaudatus ingår i släktet Mylonchulus och familjen Mononchidae. Inga underarter finns listade i Catalogue of Life.